# Okres Žiar nad Hronom
Der Okres Žiar nad Hronom (deutsch Bezirk Heiligenkreuz an der Gran) ist eine Verwaltungseinheit in der Mittelslowakei mit 43.345 Einwohnern (Stand 31. Dezember 2024) und einer Fläche von 518 km². Sitz des Okres ist Žiar nad Hronom, eine weitere, historisch bedeutende Stadt ist Kremnica.
Der Okres nimmt den größten Teil des Talkessels Žiarska kotlina ein, dazu hat er Anteil an drei Gebirgen: Vogelgebirge im Nordwesten, Kremnitzer Berge im Nordosten und Schemnitzer Berge im Süden. Der bedeutendste Fluss ist der Hron, einige Zuflüsse im Okres sind Istebný potok und Teplá (links) sowie Kremnický potok, Lutilský potok und Prochotský potok (rechts).
Historisch gesehen liegt der Bezirk vollständig im ehemaligen Komitat Bars (siehe auch Liste der historischen Komitate Ungarns).

## Bevölkerung
| Jahr                | 1994   | 2004    | 2014    | 2024    |
| ------------------- | ------ | ------- | ------- | ------- |
| Anzahl der Personen | 48.435 | 47.803  | 47.736  | 43.345  |
| Unterschied         |        | −1,30 % | −0,14 % | −9,19 % |

| Jahr                | 2023   | 2024    |
| ------------------- | ------ | ------- |
| Anzahl der Personen | 43.738 | 43.345  |
| Unterschied         |        | −0,89 % |

## Städte
- Kremnica (Kremnitz)
- Žiar nad Hronom (Heiligenkreuz an der Gran)

## Gemeinden
| - Bartošova Lehôtka - Bzenica (Senitz) - Dolná Trnávka - Dolná Ves (Schwabendorf) - Dolná Ždaňa - Hliník nad Hronom (Hlinick) - Horná Ves (Windischdorf) - Horná Ždaňa - Hronská Dúbrava - Ihráč - Janova Lehota (Drexlerhau) | - Jastrabá - Kopernica (Deutschlitta) - Kosorín - Krahule (Blaufuß) - Kremnické Bane (Johannesberg) - Kunešov (Kuneschhau) - Ladomerská Vieska - Lehôtka pod Brehmi - Lovča (Großlotza) - Lovčica-Trubín - Lúčky (Honneshau) | - Lutila (Windischlitta) - Nevoľné - Pitelová - Prestavlky - Prochot (Prochetzhau) - Repište - Sklené Teplice (Glashütten) - Slaská (Leskowitz) - Stará Kremnička (Altkremnitz) - Trnavá Hora - Vyhne (Eisenbach) |

Das Bezirksamt ist in Žiar nad Hronom, eine Zweigstelle in Kremnica.

## Kultur
In dem Artikel Denkmalgeschützte Objekte im Okres Žiar nad Hronom findet man Informationen über die vom slowakischen Denkmalamt geschützten Objekte im Okres.